# Liadytiscinae
Liadytiscinae – wymarła podrodzina chrząszczy z podrzędu drapieżnych i rodziny pływakowatych. Żyły w kredzie na terenie współczesnych Chin.

## Morfologia
Chrząszcze o jajowatym w obrysie ciele osiągające średnie jak na chrząszcze wodne rozmiary. Głowa ich zaopatrzona jest w oczy złożone o niewyciętych przednich krawędziach. Przedplecze nie jest węższe od pokryw i jego boki formują z bokami pokryw jedną, delikatnie zakrzywioną linię. Między przedpleczem a pokrywami leży widoczna od zewnątrz tarczka. Pokrywy są jajowate w zarysie, pozbawione wcięcia czy kolca na wierzchołku. Powierzchnia pokryw jest gładka, pozbawiona bruzd i szeregów punktów. Zatułów cechuje się zapiersiem zwykle mającym wyniesioną i odgraniczoną po bokach część środkową. Biodra przedniej i środkowej pary odnóży są zaokrąglone, tylnej zaś poprzeczne, lekko ku przodowi rozszerzone i pośrodkowo wcięte. Największa, mierzona równolegle do osi podłużnej ciała długość płytek zabiodrzy jest zbliżona do największej długości płatów bocznych zapiersia. Wyrostki tylnych bioder są wspólnie ścięte lub zaokrąglone z wcięciem między nimi. Uda tylnej pary odnóży są długie i rozprostowane sięgają co najmniej do tylnej krawędzi trzeciego z widocznych sternitów odwłoka. Na udach tych brak jest szeregu szczecinek. Ponadto tylna para odnóży cechuje się goleniami zbliżonymi długością do ud oraz równej długości pazurkami na stopach. Linie udowe na pierwszym widocznym sternicie odwłoka u Liadytiscini rozbiegają się ku przodowi słabo, a u Mesoderini silnie.

## Taksonomia
Takson ten wprowadzony został w 2010 roku przez Aleksandra Prokina i Ren Donga. W 2013 roku został on zrewidowany przez Prokina i współpracowników. Po tej rewizji obejmuje 10 opisanych gatunków, zgrupowanych w pięciu rodzajach i dwóch plemionach:
- plemię: Liadytiscini Prokin et Ren, 2010
  - Liadytiscus Prokin et Ren, 2010
  - Liadroporus Prokin et Ren, 2010
  - Liadyxianus Prokin et al., 2013
- plemię: Mesoderini Prokin et al., 2013
  - Mesoderus Prokin et Ren, 2010
  - Mesodytes Prokin et al., 2013

Wszyscy przedstawiciele podrodziny znani są z datowanych na kredę skamieniałości odnalezionych na terenie Chin.